# Tavares
Tavares es un municipio brasileño del estado de Rio Grande do Sul.
Tavares se encuentra ubicado a una altitud de 15 metros sobre el nivel del mar. Su población estimada para el año 2004 era de 5.479 habitantes.
Ocupa una superficie de 652.36 km².
- Datos: Q1803256
- Multimedia: Tavares (Rio Grande do Sul) / Q1803256